# Saint-Dier-d'Auvergne

Saint-Dier-d'Auvergne este o comună în departamentul Puy-de-Dôme, Franța. În 1 ianuarie 2022 avea o populație de 549 de locuitori.